# Marcelo Melo
Marcelo Piheiro Davi de Melo (* 23. září 1983 Belo Horizonte) je brazilský profesionální tenista, deblový specialista. V letech 2015–2018 byl světovou jedničkou ve čtyřhře jako první Brazilec v této části žebříčku a po Kuertenovi celkově druhý. Ve čtyřech obdobích na čele celkově strávil 56 týdnů. Na grandslamu zvítězil ve čtyřhře French Open 2015 s Ivanem Dodigem a ve Wimbledonu 2017 po boku Łukasze Kubota. Ve své dosavadní kariéře na okruhu ATP Tour vyhrál třicet sedm deblových turnajů. Na challengerech ATP a okruhu ITF získal dva tituly ve dvouhře a třicet šest ve čtyřhře.
Na žebříčku ATP byl ve dvouhře nejvýše klasifikován v listopadu 2005 na 273. místě a ve čtyřhře pak v listopadu 2015 na 1. místě. Trénuje ho bratr a bývalý profesionální tenista David Melo.

## Tenisová kariéra

### Týmové soutěže
V brazilském daviscupovém týmu debutoval v roce 2008 semifinále 1. skupiny americké zóny proti Kolumbii, v němž vyhrál s Andrém Sá čtyřhru. Brazilci postoupili po vítězství 4:1 na zápasy. Do září 2025 v soutěži nastoupil k dvaceti šesti mezistátním utkáním s bilancí 1–0 ve dvouhře a 19–7 ve čtyřhře.
Brazílii reprezentoval na Letních olympijských hrách 2008 v Pekingu, kde v mužské čtyřhře startoval s Andrém Sáem. Po vyřazení Berdycha se Štěpánkem v úvodním kole soutěž následně opustili po porážce od sedmého nasazené páru Maheš Bhúpatí a Leander Paes z Indie.
Zúčastnil se také londýnských Her XXX. olympiády, kde do mužské čtyřhry nastoupil po boku Thomaze Bellucciho na pozvání ITF. V prvním kole dohráli na raketách amerických světových jedniček a pozdějších olympijských vítězů Boba a Mika Bryanových.

### Individuální kariéra
Na nejvyšší grandslamové úrovni si zahrál semifinále wimbledonské mužské čtyřhry 2007. V páru s Andrém Sá v něm podlehli francouzské dvojici pozdějších šampionů Arnaudu Clémentovi a Michaëlu Llodrovi. V úvodních třech kolech na londýnském pažitu odehráli několikahodinové pětisetové boje; ze druhého postoupili až po výhře 28–26 na gamy. V mužském deblu Wimbledonu 2013 pak postoupil s Chorvatem Ivanem Dodigem do finále, kde je po čtyřsetovém průběhu zastavili Bob a Mike Bryanovi, kteří tak zkompletovali nekalendářní Grand Slam.
Grandslamovou trofej vybojoval s Dodigem na French Open 2015, do něhož nastoupili jako třetí nasazení. Ve vyrovnaném duelu oplatili porážku světovým jedničkám, bratrům Bryanovým. Z finále mixu French Open 2009 odešel s Američankou Vanií Kingovou poražen, když v napínavém dramatu nestačili na americký pár Liezel Huberová a Bob Bryan až poměrem míčů 7–10 v rozhodujícím supertiebreaku.
Třicátým devátým titulem ze čtyřhry okruhu ATP Tour, s Rafaelem Matosem na Rio Open 2025, vyrovnal Pavićův rekord v rámci aktivních tenistů, při finálové bilanci 39–38. Ve 41 letech se stal nejstarším šampionem brazilského turnaje, kde jako jediný startující zasáhl do všech jedenácti odehraných ročníků. Rovněž se s Matosem stali první brazilskou dvojicí, která ovládla turnaj kategorie ATP 500.

## Soukromý život
Narodil se roku 1983 v Belo Horizonte do rodiny systémového analytika Paula Ernane Daviho de Mela a ženy v domácnosti Roxany Pinheiro Daviové de Melové. Má dva starší bratry. Jedním z nich je bývalý profesionální tenista David Melo, který se stal jeho koučem.
Tenis začal hrát v sedmi letech. Za silný úder uvedl volej a jako preferované pak tvrdý povrch a trávu.

## Dopingová kauza
V září 2007 mu byl uložen dvouměsíční trest po pozitivním testu na zakázaný specifický stimulant isomethepten během červnového Queen's Club Championships 2007 v Londýně. Snížení běžné dvouleté suspenzace Mezinárodní tenisová federace zdůvodnila užitím, které nemělo za cíl zlepšit sportovní výkon tenisty.

## Finále na Grand Slamu

### Mužská čtyřhra: 4 (2–2)
| Stav      | rok  | turnaj      | povrch | spoluhráč    | soupeři ve finále        | výsledek                       |
| --------- | ---- | ----------- | ------ | ------------ | ------------------------ | ------------------------------ |
| Finalista | 2013 | Wimbledon   | tráva  | Ivan Dodig   | Bob Bryan Mike Bryan     | 6–3, 3–6, 4–6, 4–6             |
| Vítěz     | 2015 | French Open | antuka | Ivan Dodig   | Bob Bryan Mike Bryan     | 6–7(5–7), 7–6(7–5), 7–5        |
| Vítěz     | 2017 | Wimbledon   | tráva  | Łukasz Kubot | Oliver Marach Mate Pavić | 5–7, 7–5, 7–6(7–2), 3–6, 13–11 |
| Finalista | 2018 | US Open     | tvrdý  | Łukasz Kubot | Mike Bryan Jack Sock     | 3–6, 1–6                       |

### Smíšená čtyřhra: 1 (0–1)
| Stav      | rok  | turnaj      | povrch | spoluhráč     | soupeři ve finále         | výsledek              |
| --------- | ---- | ----------- | ------ | ------------- | ------------------------- | --------------------- |
| Finalista | 2009 | French Open | antuka | Vania Kingová | Liezel Huberová Bob Bryan | 5–7, 7–6(7–5), [10–7] |

## Finále na okruhu ATP Tour

### Čtyřhra: 77 (39–38)
| Legenda                                              |
| ---------------------------------------------------- |
| Grand Slam (2–2)                                     |
| Turnaj mistrů (0–2)                                  |
| ATP Masters Series / ATP Tour Masters 1000 (9–7)     |
| ATP International Series Gold / ATP Tour 500 (12–12) |
| ATP International Series / ATP Tour 250 (16–15)      |

| Stav      | č.  | datum              | turnaj                                         | povrch    | spoluhráč            | soupeři ve finále                       | výsledek                       |
| --------- | --- | ------------------ | ---------------------------------------------- | --------- | -------------------- | --------------------------------------- | ------------------------------ |
| Vítěz     | 1.  | 29. dubna 2007     | Estoril, Portugalsko                           | antuka    | André Sá             | Martín García Sebastián Prieto          | 3–6, 6–2, [10–6]               |
| Vítěz     | 2.  | 6. ledna 2008      | Adelaide, Austrálie                            | tvrdý     | Martín García        | Chris Guccione Robert Smeets            | 6–3, 3–6, [10–7]               |
| Vítěz     | 3.  | 11. února 2008     | Costa do Sauípe, Brazílie                      | antuka    | André Sá             | Albert Montañés Santiago Ventura        | 4–6, 6–2, [10–7]               |
| Vítěz     | 4.  | 18. května 2008    | Pörtschach, Rakousko                           | antuka    | André Sá             | Julian Knowle Jürgen Melzer             | 7–5, 6–7(3–7), [13–11]         |
| Finalista | 1.  | 9. června 2008     | Londýn – Queens, Spojené království            | tráva     | André Sá             | Daniel Nestor Nenad Zimonjić            | 4–6, 6–7(3–7)                  |
| Vítěz     | 5.  | 17. srpna 2008     | New Haven, Spojené státy                       | tvrdý     | André Sá             | Maheš Bhúpatí Mark Knowles              | 7–5, 6–2                       |
| Finalista | 2.  | 1. března 2009     | Delray Beach, Spojené státy                    | tvrdý     | André Sá             | Bob Bryan Mike Bryan                    | 4–6, 4–6                       |
| Vítěz     | 6.  | 25. května 2009    | Kitzbühel, Rakousko                            | antuka    | André Sá             | Andrei Pavel Horia Tecău                | 6–7(9–11), 6–2, [10–7]         |
| Finalista | 3.  | 14. června 2009    | Londýn – Queens, Spojené království            | tráva     | André Sá             | Wesley Moodie Michail Južnyj            | 4–6, 6–4, [6–10]               |
| Finalista | 4.  | 26. července 2009  | Hamburk, Německo                               | antuka    | Filip Polášek        | Simon Aspelin Paul Hanley               | 3–6, 3–6                       |
| Finalista | 5.  | 11. ledna 2010     | Auckland, Nový Zéland                          | tvrdý     | Bruno Soares         | Marcus Daniell Horia Tecău              | 5–7, 4–6                       |
| Vítěz     | 7.  | 22. května 2010    | Nice, Francie                                  | antuka    | Bruno Soares         | Rohan Bopanna Ajsám Kúreší              | 1–6, 6–3, [10–5]               |
| Finalista | 6.  | 1. srpna 2010      | Gstaad, Švýcarsko                              | antuka    | Bruno Soares         | Johan Brunström Jarkko Nieminen         | 3–6, 7–6(7–4), [9–11]          |
| Finalista | 7.  | 26, září 2010      | Mety, Francie                                  | tvrdý     | Bruno Soares         | Dustin Brown Rogier Wassen              | 3–6, 3–6                       |
| Vítěz     | 8.  | 5. února 2011      | Santiago, Chile                                | antuka    | Bruno Soares         | Łukasz Kubot Oliver Marach              | 6–3, 7–6(7–3)                  |
| Vítěz     | 9.  | 12. února 2011     | Costa do Sauípe, Brazílie                      | antuka    | Bruno Soares         | Pablo Andújar Daniel Gimeno-Traver      | 7–6(7–4), 6–3                  |
| Finalista | 8.  | 26. února 2011     | Acapulco, Mexiko                               | antuka    | Bruno Soares         | Victor Hănescu Horia Tecău              | 1–6, 3–6                       |
| Finalista | 9.  | 25. září 2011      | Mety, Francie                                  | tvrdý (h) | Lukáš Dlouhý         | Jamie Murray André Sá                   | 4–6, 6–7(7–9)                  |
| Finalista | 10. | 23. října 2011     | Stockholm, Švédsko                             | tvrdý (h) | Bruno Soares         | Rohan Bopanna Ajsám Kúreší              | 1–6, 3–6                       |
| Finalista | 11. | 26. února 2012     | Memphis, Spojené státy                         | tvrdý (h) | Ivan Dodig           | Max Mirnyj Daniel Nestor                | 6–4, 5–7, [7–10]               |
| Vítěz     | 10. | 21. října 2012     | Stockholm, Švédsko                             | tvrdý (h) | Bruno Soares         | Robert Lindstedt Nenad Zimonjić         | 6–7(4–7), 7–5, [10–6]          |
| Vítěz     | 11. | 6. ledna 2013      | Brisbane, Austrálie                            | tvrdý     | Tommy Robredo        | Eric Butorac Paul Hanley                | 4–6, 6–1, [10–5]               |
| Finalista | 12. | 6. července 2013   | Wimbledon, Londýn, Velká Británie              | tráva     | Ivan Dodig           | Bob Bryan Mike Bryan                    | 6–3, 3–6, 4–6, 4–6             |
| Vítěz     | 12. | 13. října 2013     | Šanghaj, Čína                                  | tvrdý     | Ivan Dodig           | David Marrero Fernando Verdasco         | 7–6(7–2), 6–7(6–8), [10–2]     |
| Vítěz     | 13. | 11. ledna 2014     | Auckland, Nový Zéland                          | tvrdý     | Julian Knowle        | Alexander Peya Bruno Soares             | 4–6, 6–3, [10–5]               |
| Finalista | 13. | 22. února 2014     | Rio de Janeiro, Brazílie                       | antuka    | David Marrero        | Juan Sebastián Cabal Robert Farah       | 4–6, 2–6                       |
| Finalista | 14. | 20. dubna 2014     | Monte Carlo, Monako                            | antuka    | Ivan Dodig           | Bob Bryan Mike Bryan                    | 3–6, 6–3, [8–10]               |
| Finalista | 15. | 10. srpna 2014     | Toronto, Kanada                                | tvrdý     | Ivan Dodig           | Alexander Peya Bruno Soares             | 4–6, 3–6                       |
| Finalista | 16. | 5. října 2014      | Tokio, Japonsko                                | tvrdý     | Ivan Dodig           | Pierre-Hugues Herbert Michał Przysiężny | 3–6, 7–6(7–3), [5–10]          |
| Finalista | 17. | 16. listopadu 2014 | Londýn – Turnaj mistrů, Spojené království     | tvrdý (h) | Ivan Dodig           | Bob Bryan Mike Bryan                    | 7–6(7–5), 2–6, [7–10]          |
| Vítěz     | 14. | 1. března 2015     | Acapulco, Mexiko                               | tvrdý     | Ivan Dodig           | Mariusz Fyrstenberg Santiago González   | 7–6(7–2), 5–7, [10–3]          |
| Vítěz     | 15. | 6. června 2015     | French Open, Paříž, Francie                    | antuka    | Ivan Dodig           | Bob Bryan Mike Bryan                    | 6–7(5–7), 7–6(7–5), 7–5        |
| Finalista | 18. | 8. srpna 2015      | Washington, D.C., Spojené státy                | tvrdý     | Ivan Dodig           | Bob Bryan Mike Bryan                    | 4–6, 2–6                       |
| Vítěz     | 16. | 11. října 2015     | Tokio, Japonsko                                | tvrdý     | Raven Klaasen        | Juan Sebastián Cabal Robert Farah       | 7–6(7–5), 3–6, [10–7]          |
| Vítěz     | 17. | 18. října 2015     | Šanghaj, Čína (2)                              | tvrdý     | Raven Klaasen        | Simone Bolelli Fabio Fognini            | 6–3, 6–3                       |
| Vítěz     | 18. | 25. října 2015     | Vídeň, Rakousko                                | tvrdý     | Łukasz Kubot         | Jamie Murray John Peers                 | 4–6, 7–6(7–3), [10–6]          |
| Vítěz     | 19. | 11. listopadu 2015 | Paříž – Masters, Francie                       | tvrdý     | Ivan Dodig           | Vasek Pospisil Jack Sock                | 2–6, 6–3, [10–5]               |
| Finalista | 19. | 25. června 2016    | Nottingham, Spojené království                 | tráva     | Ivan Dodig           | Dominic Inglot Daniel Nestor            | 5–7, 6–7(4–7)                  |
| Vítěz     | 20. | 31. července 2016  | Toronto, Kanada                                | tvrdý     | Ivan Dodig           | Jamie Murray Bruno Soares               | 6–4, 6–4                       |
| Vítěz     | 21. | 21. srpna 2016     | Cincinnati, Spojené státy                      | tvrdý     | Ivan Dodig           | Jean-Julien Rojer Horia Tecău           | 7–6(7–5), 6–7(5–7), [10–5]     |
| Vítěz     | 22. | 30. října 2016     | Vídeň, Rakousko                                | tvrdý     | Łukasz Kubot         | Oliver Marach Fabrice Martin            | 4–6, 6–3, [13–11]              |
| Finalista | 20. | 18. března 2017    | Indian Wells, Spojené státy                    | tvrdý     | Łukasz Kubot         | Raven Klaasen Rajeev Ram                | 7–6 (7–1), 4–6, [8–10]         |
| Vítěz     | 23. | 1. dubna 2017      | Miami, Spojené státy                           | tvrdý     | Łukasz Kubot         | Nicholas Monroe Jack Sock               | 7–5, 6–3                       |
| Vítěz     | 24. | 14. května 2017    | Madrid, Španělsko                              | antuka    | Łukasz Kubot         | Nicolas Mahut Édouard Roger-Vasselin    | 7–5, 6–3                       |
| Vítěz     | 25. | 17. června 2017    | 's-Hertogenbosch, Nizozemsko                   | tráva     | Łukasz Kubot         | Raven Klaasen Rajeev Ram                | 6–3, 6–4                       |
| Vítěz     | 26. | 25. června 2017    | Halle, Německo                                 | tráva     | Łukasz Kubot         | Alexander Zverev Mischa Zverev          | 5–7, 6–3, [10–8]               |
| Vítěz     | 27. | 15. července 2017  | Wimbledon, Londýn, Velká Británie              | tráva     | Łukasz Kubot         | Oliver Marach Mate Pavić                | 5–7, 7–5, 7–6(7–2), 3–6, 13–11 |
| Finalista | 21. | 6. srpna 2017      | Washington, D.C., Spojené státy                | tvrdý     | Łukasz Kubot         | Henri Kontinen John Peers               | 6–7(5–7), 4–6                  |
| Finalista | 22. | 15. října 2017     | Šanghaj, Čína                                  | tvrdý     | Łukasz Kubot         | Henri Kontinen John Peers               | 4–6, 2–6                       |
| Vítěz     | 28. | 5. listopadu 2017  | Paříž, Francie (2)                             | tvrdý (h) | Łukasz Kubot         | Ivan Dodig Marcel Granollers            | 7–6(7–3), 3–6, [10–6]          |
| Finalista | 23. | 19. listopadu 2017 | Londýn – Turnaj mistrů, Spojené království (2) | tvrdý (h) | Łukasz Kubot         | Henri Kontinen John Peers               | 4–6, 2–6                       |
| Vítěz     | 29. | 13. ledna 2018     | Sydney, Austrálie                              | tvrdý     | Łukasz Kubot         | Jan-Lennard Struff Viktor Troicki       | 6–3, 6–4                       |
| Vítěz     | 30. | 24. června 2018    | Halle, Německo (2)                             | tráva     | Łukasz Kubot         | Alexander Zverev Mischa Zverev          | 7–6(7–1), 6–4                  |
| Finalista | 24. | září 2018          | US Open, New York, Spojené státy               | tvrdý     | Łukasz Kubot         | Mike Bryan Jack Sock                    | 3–6, 1–6                       |
| Vítěz     | 31. | říjen 2018         | Peking, Čína                                   | tvrdý     | Łukasz Kubot         | Oliver Marach Mate Pavić                | 6–1, 6–4                       |
| Vítěz     | 32. | říjen 2018         | Šanghaj, Čína (3)                              | tvrdý     | Łukasz Kubot         | Jamie Murray Bruno Soares               | 6–4, 6–2                       |
| Finalista | 25. | březen 2019        | Indian Wells, Spojené státy                    | tvrdý     | Łukasz Kubot         | Nikola Mektić Horacio Zeballos          | 6–4, 4–6, [3–10]               |
| Finalista | 26. | červen 2019        | Halle, Německo                                 | tráva     | Łukasz Kubot         | Raven Klaasen Michael Venus             | 6–4, 3–6, [4–10]               |
| Vítěz     | 33. | srpen 2019         | Winston-Salem, Spojené státy                   | tvrdý     | Łukasz Kubot         | Nicholas Monroe Tennys Sandgren         | 6–7(6–8), 6–1, [10–3]          |
| Finalista | 27. | říjen 2019         | Peking, Čína                                   | tvrdý     | Łukasz Kubot         | Ivan Dodig Filip Polášek                | 3–6, 6–7(4–7)                  |
| Finalista | 28. | říjen 2019         | Šanghaj, Čína                                  | tvrdý     | Łukasz Kubot         | Mate Pavić Bruno Soares                 | 4–6, 2–6                       |
| Finalista | 29. | říjen 2019         | Vídeň, Rakousko                                | tvrdý (h) | Łukasz Kubot         | Rajeev Ram Joe Salisbury                | 4–6, 7–6(7–5), [5–10]          |
| Vítěz     | 34. | únor 2020          | Acapulco, Mexiko (2)                           | tvrdý     | Łukasz Kubot         | Juan Sebastián Cabal Robert Farah       | 7–6(8–6), 6–7(4–7), [11–9]     |
| Finalista | 30. | 18. října 2020     | Kolín nad Rýnem, Německo                       | tvrdý (h) | Łukasz Kubot         | Pierre-Hugues Herbert Nicolas Mahut     | 4–6, 4–6                       |
| Vítěz     | 35. | 1. listopadu 2020  | Vídeň, Rakousko                                | tvrdý (h) | Łukasz Kubot         | Jamie Murray Neal Skupski               | 7–6(7–5), 7–5                  |
| Finalista | 31. | leden 2022         | Adelaide, Austrálie                            | tvrdý     | Ivan Dodig           | Rohan Bopanna Ramkumar Ramanathan       | 6–7(6–8), 1–6                  |
| Finalista | 32. | květen 2022        | Lyon, Francie                                  | antuka    | Máximo González      | Ivan Dodig Austin Krajicek              | 3–6, 4–6                       |
| Finalista | 32. | červenec 2022      | Newport, Spojené státy                         | tráva     | Raven Klaasen        | William Blumberg Steve Johnson          | 4–6, 5–7                       |
| Finalista | 34. | srpen 2022         | Los Cabos, Mexko                               | tvrdý     | Raven Klaasen        | William Blumberg Miomir Kecmanović      | 0–6, 1–6                       |
| Vítěz     | 36. | říjen 2022         | Tokio, Japonsko                                | tvrdý     | Mackenzie McDonald   | Rafael Matos David Vega Hernández       | 6–4, 3–6, [10–4]               |
| Finalista | 35. | únor 2023          | Rio de Janeiro, Brazílie                       | antuka    | Juan Sebastián Cabal | Máximo González Andrés Molteni          | 1–6, 6–7(3–7)                  |
| Vítěz     | 37. | červen 2023        | Halle, Německo                                 | tráva     | John Peers           | Simone Bolelli Andrea Vavassori         | 7–6(7–3), 3–6, [10–6]          |
| Finalista | 36. | duben 2024         | Monte-Carlo, Monako                            | antuka    | Alexander Zverev     | Sander Gillé Joran Vliegen              | 7–5, 3–6, [5–10]               |
| Vítěz     | 38. | červen 2024        | Stuttgart, Německo                             | Grass     | Rafael Matos         | Robert Galloway Julian Cash             | 3–6, 6–3, [10–8]               |
| Finalista | 37. | srpen 2024         | Washington, D.C., Spojené státy                | tvrdý     | Rafael Matos         | Nathaniel Lammons Jackson Withrow       | 5–7, 3–6                       |
| Finalista | 38. | únor 2025          | Buenos Aires, Argentina                        | antuka    | Rafael Matos         | Guido Andreozzi Théo Arribagé           | 5–7, 6–4, [7–10]               |
| Vítěz     | 39. | únor 2025          | Rio de Janeiro, Brazílie                       | antuka    | Rafael Matos         | Jaume Munar Pedro Martínez              | 6–2, 7–5                       |

## Postavení na konečném žebříčku ATP

### Dvouhra
| Rok    | 1999  | 2000    | 2001   | 2002   | 2003   | 2004   | 2005   | 2006   |
| Pořadí | 1302. | ▼ 1334. | ▲ 914. | ▲ 731. | ▲ 678. | ▲ 441. | ▲ 273. | ▼ 614. |

### Čtyřhra
| Rok    | 1999  | 2000    | 2001    | 2002   | 2003   | 2004   | 2005   | 2006   | 2007  | 2008  | 2009  | 2010  | 2011  | 2012  | 2013 | 2014 | 2015 | 2016 | 2017 | 2018 | 2019 | 2020  | 2021  | 2022  | 2023  |
| Pořadí | 1361. | ▲ 1169. | ▼ 1445. | ▲ 226. | ▼ 430. | ▲ 180. | ▲ 154. | ▲ 116. | ▲ 34. | ▲ 19. | ▼ 36. | ▼ 39. | ▲ 27. | ▲ 19. | ▲ 6. | ▬ 6. | ▲ 1. | ▼ 8. | ▲ 1. | ▼ 9. | ▲ 7. | ▼ 10. | ▼ 29. | ▼ 39. | ▼ 50. |